# Mariposa (canción)
«Mariposa» es el sexto sencillo lanzado por el grupo español La Oreja de Van Gogh de su segundo álbum, El viaje de Copperpot (2000).

## Acerca de la canción
«Mariposa» explica las casualidades de la vida, según se entiende con "casualidad" a la fecundación del espermatozoide en el óvulo. Esta canción fue dedicada a las jornadas del SXF en España. Según el grupo, la mariposa es tan delicada como las personas con esta enfermedad. El grupo también refiere en la canción al conocido efecto mariposa.

## Videoclip
El de Mariposa fue el último videoclip que se grabó para El viaje de Copperpot. Las localizaciones para su filmado fueron los alrededores de los estudios Du Manoir (en Las Landas, Francia), donde el grupo grababa el disco. Suave, calmo, bucólico, grácil, delicado. Un viaje en bicicleta que recuerda a la portada del álbum al que la canción pertenece y una ruta tan sencilla que parece de fantasía, guía a la banda a lo que podría ser un paseo primaveral en el que la buena música y la lírica reflexiva no faltan.
A los efectos de vídeo se les pueden adjudicar los mismos adjetivos anteriores. La imagen evidencia un estático solarizado, casi sepia.
Existen dos versiones de este vídeo, una de noche y otra de día.

## CD
El sencillo solo se editó en formato promocional e incluía como pista interactiva el videoclip.